# 152830 Dinkinesh
152830 Dinkinesh è un asteroide della fascia principale. Scoperto nel 1999, presenta un'orbita caratterizzata da un semiasse maggiore pari a 2,1913889 au e da un'eccentricità di 0,1120701, inclinata di 2,09372° rispetto all'eclittica.

## Esplorazione

Dinkinesh e Selam nelle immagini realizzate durante l'avvicinamento della sonda Lucy.

La sonda spaziale Lucy della NASA ha sorvolato l'asteroide il primo novembre 2023, scoprendo che è un asteroide binario. Il satellite naturale dell'asteroide principale ha un diametro di 220 m. È stato chiamato Selam (nome completo: Dinkinesh I Selam), dal nome assegnato al fossile di una femmina di tre anni di età di Australopithecus afarensis, rinvenuto nel 2000 a Dikika, in Etiopia. Il nome è stato proposto da Raphael Marschall ed è stato approvato dalla International Astronomical Union il 27 novembre 2023.